# Rhinella merianae
Espèce
Synonymes
- Bufo granulosus merianae  Gallardo, 1965

Rhinella merianae est une espèce d'amphibiens de la famille des Bufonidae.

## Répartition
Cette espèce se rencontre :
- dans le sud-ouest du Venezuela ;
- au Guyana ;
- en Guyane française ;
- au Suriname ;
- au Brésil dans l'Amazonas  et le Roraima.

## Description
Les mâles mesurent de 32,5 à 59,5 mm et les femelles de 36 à 72 mm.

## Étymologie
Cette espèce est nommée en l'honneur d'Anna Maria Sibylla Merian.

## Publication originale
- Gallardo, 1965 : The species Bufo granulosus Spix (Salientia: Bufonidae) and its geographic variation. Bulletin of the Museum of Comparative Zoology, vol. 134, p. 107-138 (texte intégral).